# Uplifter
Uplifter è il nono album in studio del gruppo musicale alternative rock statunitense 311, pubblicato nel 2009.

## Tracce
1. Hey You – 3:56
2. It's Alright – 3:35
3. Mix It Up – 2:54
4. Golden Sunlight – 4:30
5. India Ink – 3:37
6. Daisy Cutter – 3:54
7. Too Much Too Fast – 3:53
8. Never Ending Summer – 4:05
9. Two Drops in the Ocean – 3:47
10. Something Out of Nothing – 4:25
11. Jackpot – 3:54
12. My Heart Sings – 4:23

## Formazione
- Nick Hexum - voce, chitarra
- SA Martinez - voce, scratches
- Chad Sexton - batteria
- Tim Mahoney - chitarra
- Aaron "P-Nut" Wills - basso, violino, percussioni

## Classifiche
| Classifica (2009) | Posizione raggiunta |
| ----------------- | ------------------- |
| Stati Uniti       | 3                   |